# Métabief
Métabief [meta'bjeˑ] ist eine französische Gemeinde mit 1395 Einwohnern (Stand 1. Januar 2022) im Département Doubs in der Region Bourgogne-Franche-Comté.
Die Bedeutung der Gemeinde liegt hauptsächlich im Tourismus und speziell im Wintersport. Um den alten Ortskern wurden in den letzten Jahren zahlreiche Ferienhäuser und Wohnkomplexe mit Ferienwohnungen erbaut. Im Süden der Gemeinde führt ein Sessellift auf den Hausberg Morond, von dort sind im Winter Talabfahrten möglich. Im Sommer wird der Abfahrtshang von Downhill-Radfahrern genutzt, ebenfalls sind hier Wanderungen zum Mont d’Or möglich. 1993 war Métabief Austragungsort der Mountainbike-Weltmeisterschaften.

## Bevölkerungsentwicklung
| Jahr                       | 1962 | 1968 | 1975 | 1982 | 1990 | 1999 | 2005 | 2016 |
| Einwohner                  | 123  | 165  | 197  | 250  | 504  | 691  | 907  | 1184 |
| Quellen: Cassini und INSEE |      |      |      |      |      |      |      |      |

## Lokale Spezialitäten
Die kulinarischen Spezialitäten haben insbesondere mit dem Käse zu tun, der in der Käserei am Ort hergestellt wird. Verbreitet sind die Sorten Comté, Mont d’Or und Morbier und die Zubereitungen Fondue und Raclette.